# ناحیه آمبوسیترا
ناحیه آمبوسیترا (انگلیسی: Ambositra District) یکی از بخش‌های ماداگاسکار است.